# Chevrolet Blazer (кросовер)
Chevrolet Blazer ― це середньорозмірний кросовер, що виробляється компанією General Motors під маркою Chevrolet. 
Автомобіль був запущений у виробництво в грудні 2018 року, а продажі почалися в січні 2019 року як модель 2019 року. У Китаї пропонується версія з подовженою задньою частиною і опціональними трирядними сидіннями, яка дебютувала в 2019 році і надійшла в продаж у квітні 2020 року.

## Огляд

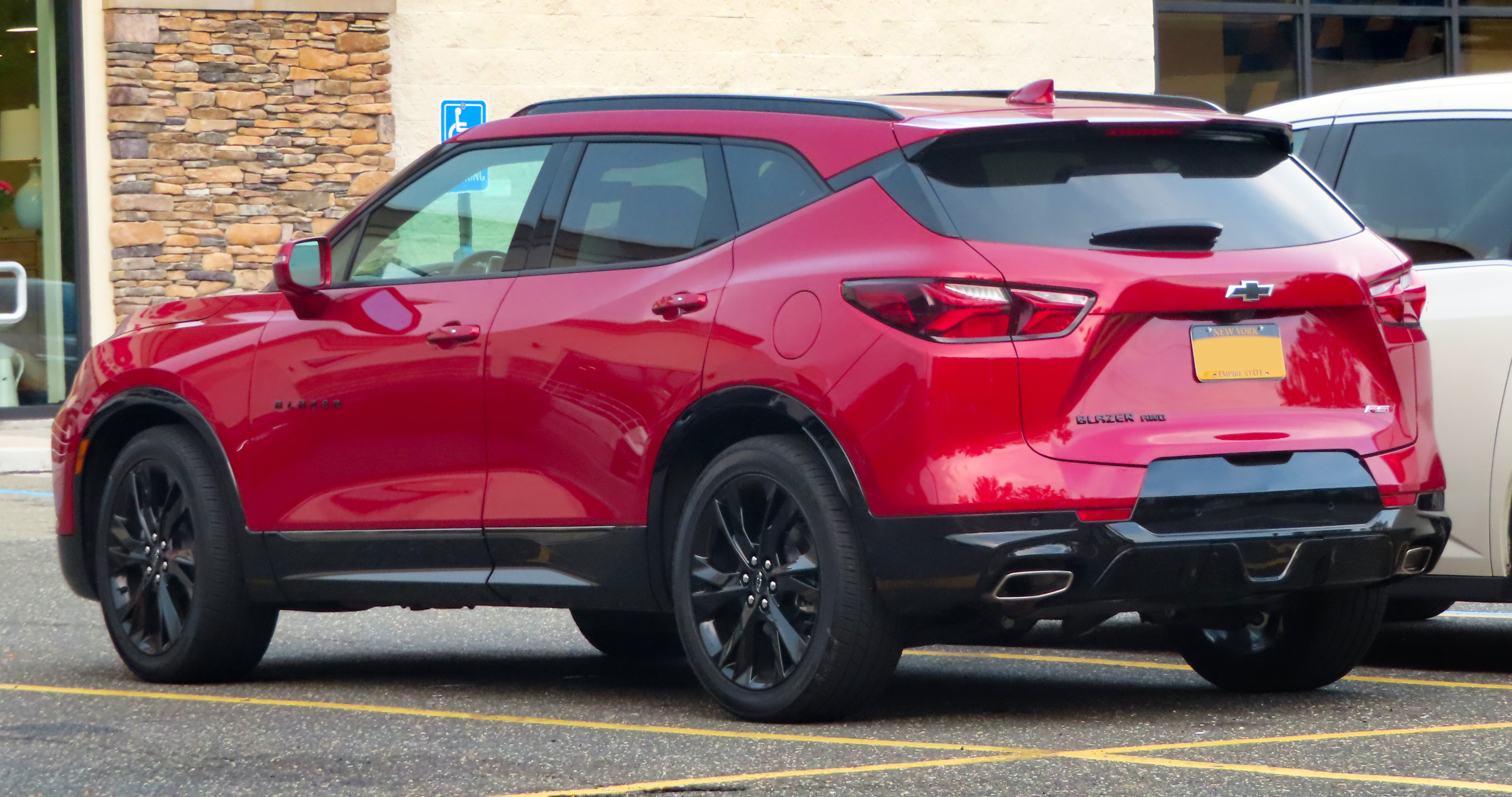
2019 Chevrolet Blazer

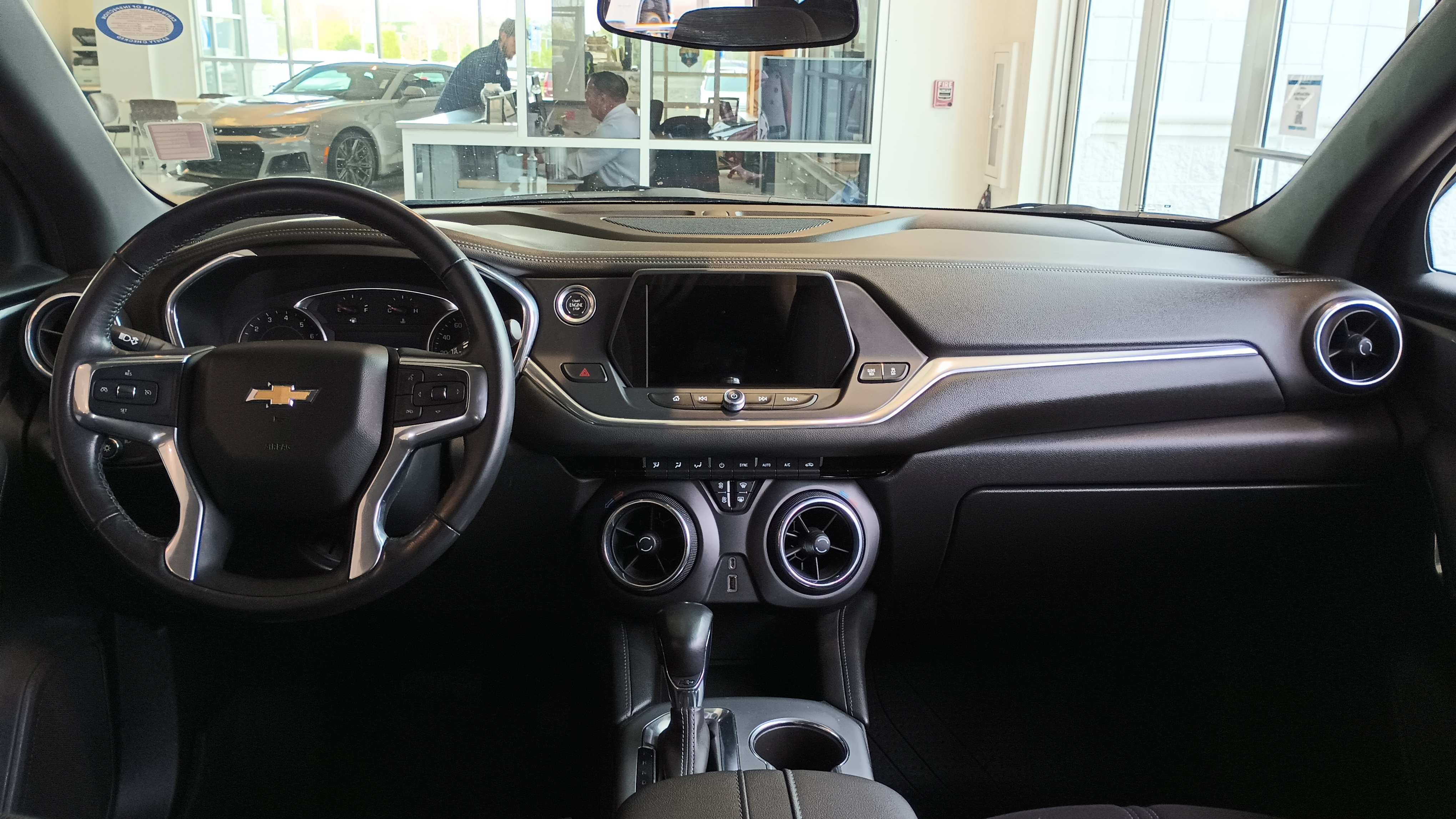
Салон 2018-2023

В червні 2018 року дебютував кросовер Chevrolet Blazer. В основі Блейзера лежить платформа GM C1 в версії зі стандартною базою, відома за моделями GMC Acadia та Cadillac XT5.
Автомобілю відрядили два бензинові мотори: «четвірку» 2.5 Ecotec (194 к.с., 255 Нм) і V6 3.6 (309 к.с., 365 Нм). Обидва - з технологією start/stop, обидва - з дев'ятиступеневою «автоматом». Привід може бути переднім або повним на вибір. В обох випадках режими руху можна міняти через систему Traction Select, пристосовуючи машину до різних дорожніх умов. У разі повнопривідної версії в Traction Select з'являється ще й функція примусового повного відключення задньої осі (нормальним вважається режим AWD), наприклад, на хорошому покритті.
У базове оснащення входить мультимедійна система Chevrolet Infotainment 3 з восьмидюймовим сенсорним дисплеєм, Apple CarPlay, Android Auto, 4G LTE і Wi-Fi.
З базовим двигуном та переднім приводом Blazer розганяється до 100 км/год за 8,1 с та витрачає 9,8 л/100 км в комбінованому русі.
З 2022 року Chevrolet перестає комплектувати Blazer 2,5-літровим двигуном та виключає з лінійки версії L та 1LT.

### Фейсліфтинг 2023 року
У лютому 2022 року Chevrolet оголосив про фейсліфтинг моделі Blazer для 2023 модельного року. Зміни в екстер'єрі включають оновлені світлодіодні фари і задні ліхтарі, новий дизайн решітки радіатора, а також нові 18, 20 і 21-дюймові колісні диски. Крім того, доступні нові кольори: блакитний фонтан, сріблясто-сірий металік, мідно-бронзовий металік та променисто-червоний тонований. В інтер'єрі всі комплектації оснащуються збільшеним 10-дюймовим інформаційно-розважальним екраном (порівняно з 8-дюймовим у версії до фейсліфтингу). Бездротова зарядка Qi вже є стандартною для комплектацій RS та Premier, а згодом вона стане доступною для всіх інших комплектацій. Моделі RS доступні з новим кольором інтер'єру Nightshift Blue. Адаптивний круїз-контроль тепер доступний у комплектаціях 2LT і 3LT, а пакет Chevy Safety Assist стає стандартним.

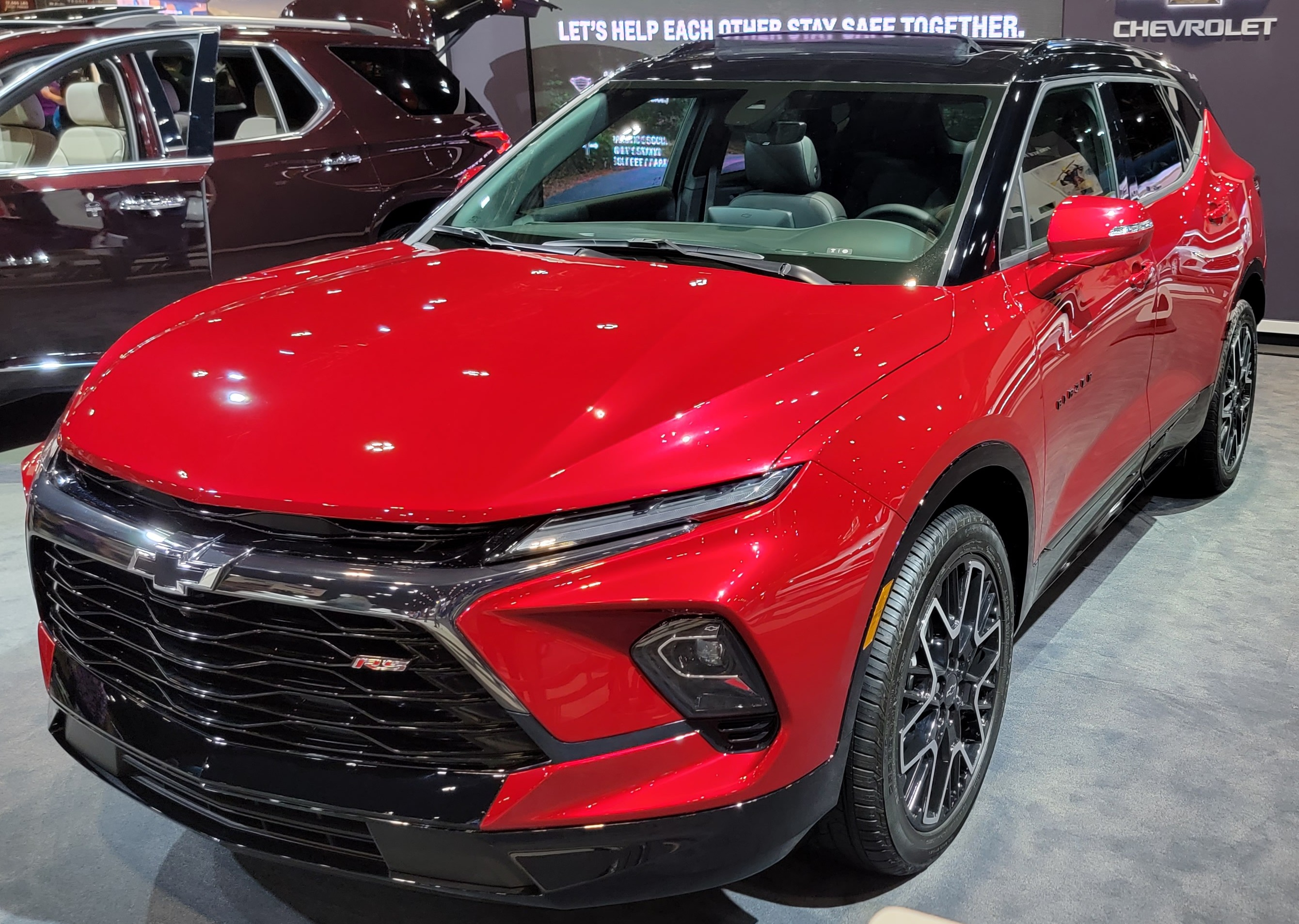
2023 Chevrolet Blazer
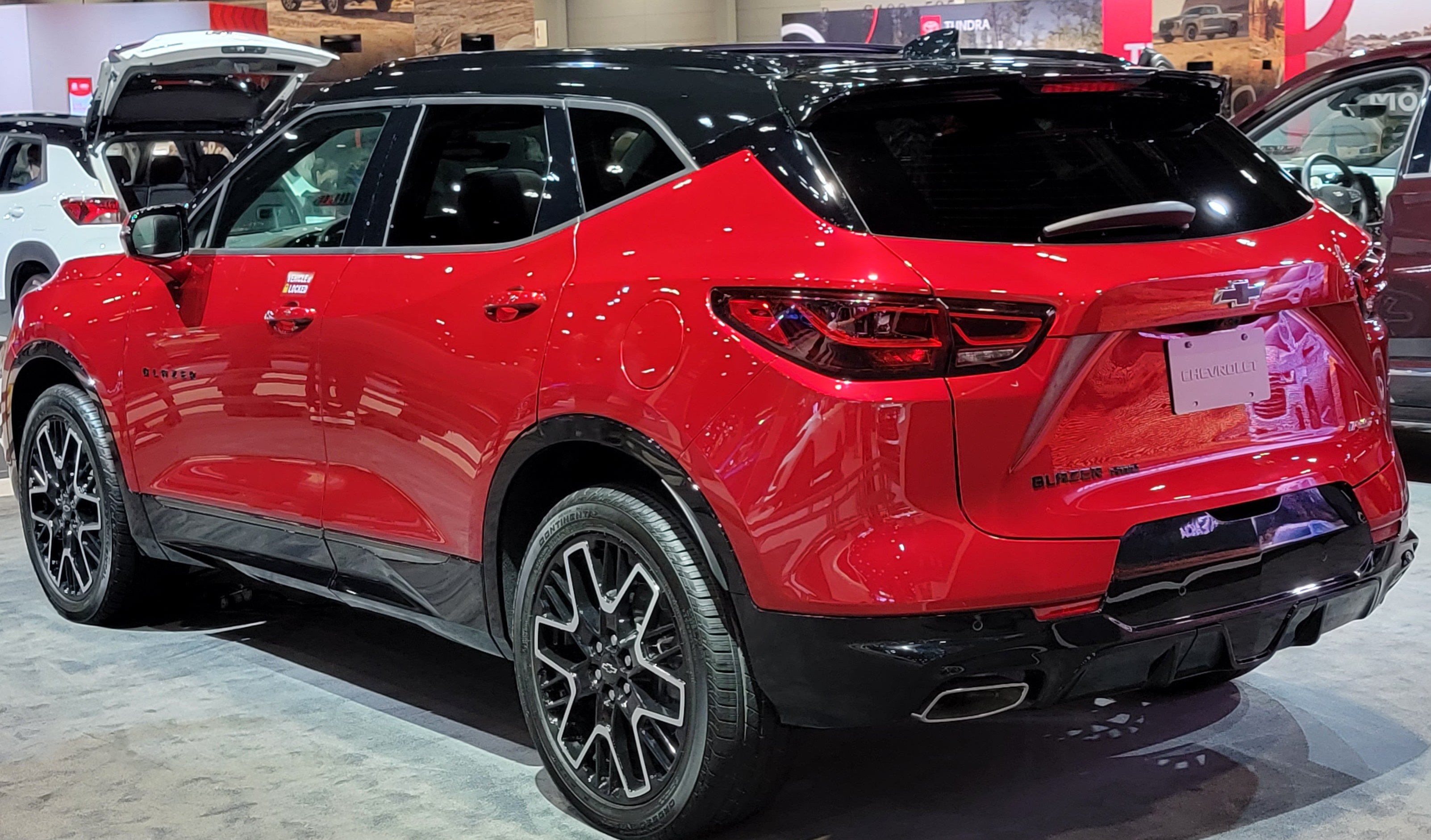
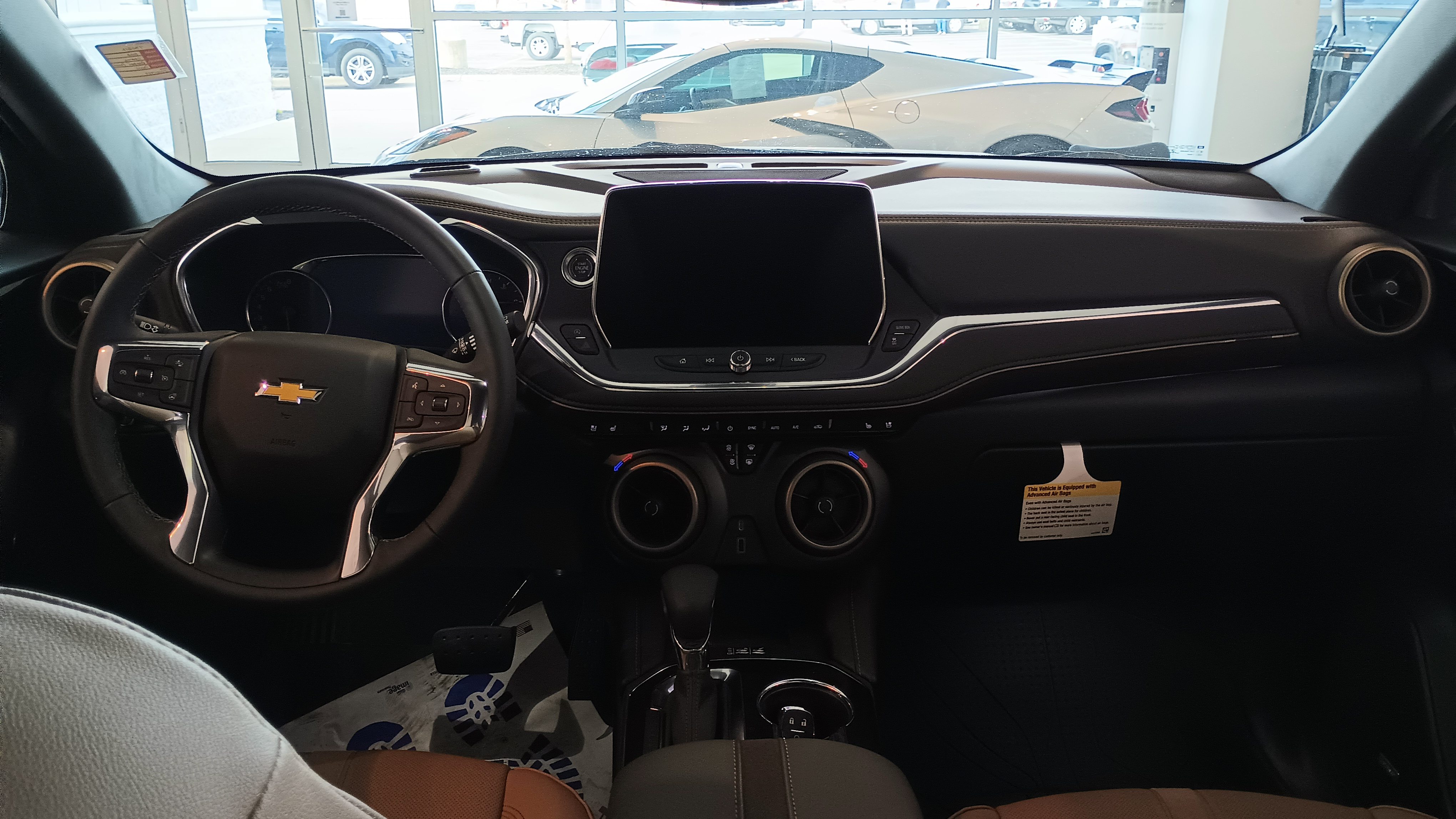
Салон з 2023

## Двигуни
- 2.0 л Ecotec LSY I4 (234 к.с., 350 Нм)
- 2.5 л Ecotec LCV I4 (194 к.с., 255 Нм)
- 3.6 л LGX V6 (309 к.с., 365 Нм)